# カナリ・ノワール
カナリ・ノワール (Canari noir) はフランスの赤ワイン用ブドウ品種であり、歴史的にはピレネー山脈のフランス側の山麓に位置するアリエージュ県で栽培されてきた。とはいえ、2001年に行なわれたDNA型鑑定において、イタリアのピエモンテ州のワイン生産地域で栽培されているガメイ・ルヴェルドン (Gamay Luverdon) という名のブドウは、実際はカナリ・ノワールの樹であったことが判明した。また、ピレネー山脈を越えたスペイン側においてバティスタ (Batista) の名で知られているブドウ品種も、カナリ・ノワールと同一であることが分かっている。ピノ・ノワールやグルナッシュと同様、カナリ・ノワールにもカナリ・ブラン (Canari blanc) 、カナリ・グリ (Canari gris) の名で知られる果皮色の突然変異体 (枝変わり種) が存在する。

## 歴史

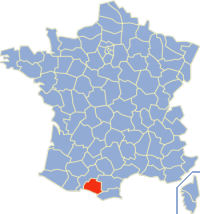
カナリ・ノワールが古くから栽培されているアリエージュ県

カナリ・ノワールには、ピレネー山脈に臨むアリエージュ県やオート＝ガロンヌ県で栽培されてきた長い歴史があるが、近年のDNA型鑑定によって証明された事実から、ブドウ品種学者たちのあいだでは、このブドウがかつては今よりも広範な地域で栽培されており、隣国のスペインだけでなく東側のフランス南部全域、さらにはアルプス山脈を越えてイタリアにまで及んでいたのではないか、という推測がなされている。なぜなら、スペインで栽培されているブドウ品種 (バティスタ) とイタリアのピエモンテ州のヴァル・キゾーネおよびヴァル・ディ・スーザで栽培されているブドウ品種 (ガメイ・ルヴェルドン) が、DNA型鑑定によってカナリ・ノワールと同一種であることが分かったからである。
現在、このブドウは絶滅に近い状態で、アリエージュ県の各地に点在する植栽のほかは、モンテギュ＝プラントレルにあるアリエージュワイン生産者組合所有の保全用ブドウ園にしかなく、同園では試験用の植栽を商業的なワイン生産へ転換させようと模索している。

## ブドウ栽培

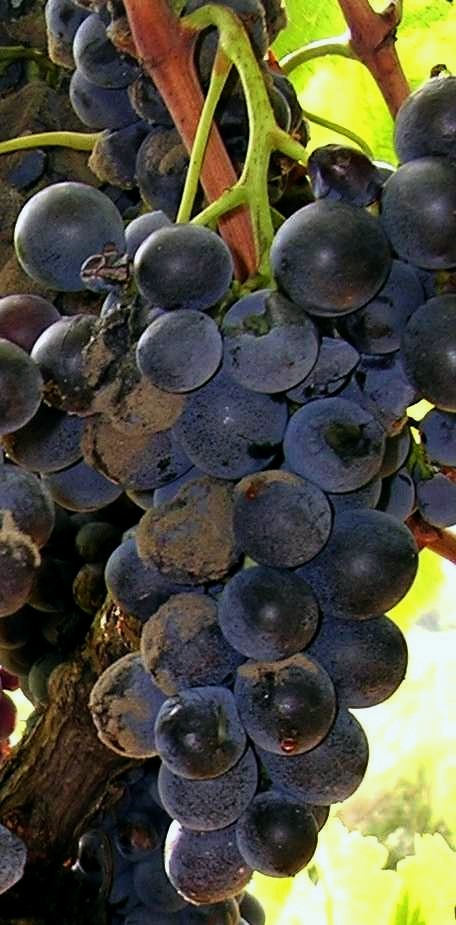
一部の白ブドウ品種にとってボトリティス・シネレア (糸状菌) の感染は歓迎されることもあるが、カナリ・ノワールのような赤ワイン用ブドウ品種の場合は、灰色かび病という病害を招く (写真) 。

カナリ・ノワールは成熟が中期から晩期で、樹勢が非常に強く、収量は多い。主にかかりやすい病害は灰色かび病である。成熟した果房は中程度かやや小さめの円筒形である。岐肩は時として非常に大きくなることがある。青黒色の果皮は果汁分の多い果肉を保護している。この品種を醸造すると、やや色が浅く平凡なワインとなる。
ピノ・ノワールとピノ・ブラン、グルナッシュとグルナッシュ・ブランの関係と同じく、カナリ・ノワールにもカナリ・ブランとカナリ・グリという果皮色の突然変異体が2つある。ただしピノやグルナッシュの変異種の場合とは異なり、カナリの変異種を見かけることは稀であり、現在のところ商業的なワイン生産には使用されていない。

## 別名および他品種との混同
長年カナリ・ノワールは、以下に挙げる多種多様な別名で知られてきた：バルザ (Balza) 、バティスタ (Batista、スペインでの呼称)、ブランシェット・ルージュ (Blanchette rouge)  、ブランケット・ルージュ (Blanquette rouge) 、ブーダル (Boudales) 、ブルゴーニュ (Bourgogne) 、カイヤバ (Caillaba) 、 カナリ (Canari) 、カナリル (Canaril) 、カナリル (Canarill、アリエージュ県およびオート＝ガロンヌ県での呼称) 、カルカス (Carcasses) 、 カルカセス (Carcassès、アリエージュ県での呼称) 、カルゴ・ナルト (Cargo nalt) 、カルゴナルト (Cargonalt) 、シャロス・ノワール (Chalosse noire) 、コ・タ・キュ・ヴェルト (Cot a Queue verte) 、コ・ヴェール・ドゥ・ソーミュロワ (Cot vert du Saumurois) コート・ヴェルト (Cotes Vertes) 、アンファン (Enfin) 、エロン・ド・グロロー (Errone de Grolleau) 、エスキス・ブラゲット (Esquisse Braguette) 、フォル・ノワール・ド・ラ・ヴィエンヌ (Folle noir de la Vienne) 、フォル・ノワール (Folle noire) 、ガメイ・ルヴェルドン (Gamay Luverdon、ピエモンテ州ヴァル・ディ・スーザおよびヴァル・キゾーネでの呼称) 、ガメ・ド・マラン (Gamay de Malain) 、ガメ・マラン (Gamay Malain) 、グロス・ネグレット (Grosse Negrette) 、ルヴェルドン (Luverdon) 、ウイユ・ド・ショプ (Oeil de Chope, Œil de Chope) 、オンダヌ (Ondane) 、オンダンク・ノワール (Ondenc noir) 、ピノ・グリ (Pinot gris) 、ピノ・グリ・メンドーザ (Pinot Gris Mendoza) 、サンテレーヌ (Saint Helene, Sainte-Helene) 、セミ・ルージュ (Semis rouge) 、ユニ・ノワール (Ugne noir)
カナリ・ブランの別名には、ベルシタル (Bellecital) 、カイヤバ (Caillaba) 、カイェバ (Cailleba) などがある。 カナリ・グリの別名は、ブドウ樹育種研究所 (ユリウス・クーン研究所(JKI) 所属) が管理するブドウ国際品種目録 (VIVC) で確認されているかぎりでは、存在しない。
カナリ・ノワールには、フランス南西部においてコ (Côt) の名で知られボルドーやカオールのワインと関係のあるマルベックと、いくつか共通の別名が存在する。しかしながら、両品種はしばしば互いに混同されることがあっても、類縁関係は認められていない。